# Густаф Лагерхейм
Нільс Густаф Лагерхейм (швед. Nils Gustaf Lagerheim; 1860—1926) — шведський мікробіолог і ботанік.

## Біографія
Густаф Лагерхейм народився 18 жовтня 1860 року у селі Клара на території сучасного лену Стокгольм в родині Нільса Улофа Лагерхейма і Емми Густави Ландергрен. Під впливом своїх батька і дядька, а також вчителя Кнута Фредріка Теденіуса зацікавився вивченням ботаніки. У 1880 році вступив в Упсальський університет, де відвідував лекції  Франса Челльмана по мікробіології. Також займався вивченням астрономії в університеті, однак згодом залишив цю науку.
У 1886 році Густаф покинув Упсальський університет і вирушив в Берлін, де вивчав бактеріологію з  Робертом Кохом. Після невдалої спроби здобуття ступеня доктора філософії в Лейпцизькому університеті продовжував навчання у Фрайбурзькому університеті та Університеті Монпельє. У 1889 році деякий час працював в політехнічній школі в Лісабоні.
У 1892 році Лагерхейм вирушив до Еквадора, працював директором ботанічного саду Університету Кіто. У 1893 році через малярію був змушений повернутися до Швеції, став куратором музею в Тромсе. Упсальський університет присвоїв Лагерхейму почесний ступінь доктора філософії.
У 1895 році Густаф Лагерхейм був призначений професором ботаніки Стокгольмського університету. Згодом він займався вивченням зелених водоростей.В останні роки свого життя Лагерхейм описував пукцинієві гриби.
Нільс Густаф Лагерхейм помер 2 січня 1926 року.

## Епоніми
- Lagerheima Sacc., 1892
- Lagerheimia (De Toni) Chodat, 1895 [≡ Lagerheimiella Boedijn, 1940, nom. nov.]
- Lagerheimina Kuntze, 1891 [= Diploschistes Шаблон:Norman, 1853]